# 肯尼迪博物馆／马萨诸塞大学站
肯尼迪博物馆/马萨诸塞大学站（英語：JFK/UMass）是马萨诸塞州波士顿地铁红线车站，车站位于波士顿多切斯特社区，哥伦比亚路与莫里西大道路口。肯尼迪博物馆/马萨诸塞大学站是一座重要的换乘车站，是红线阿什蒙特支线和布伦特里支线交汇后的首站。除此以外，通勤铁路格林布什线和旧殖民地线在此站停靠。数条公交线在此站设有换乘站，更可搭乘麻州大學波士頓分校、肯尼迪总统图书馆暨博物馆、爱德华·摩尔·肯尼迪美国参议院学院和马萨诸塞州档案馆的私营摆渡车。
车站最初为旧殖民地铁路的一个通勤车站，1927年车站重建，改造成阿什蒙特地铁站。1988年，布伦特里支线开始在此站停靠。2001年，通勤铁路开始在此站停靠。

## 历史

### 旧殖民地铁路及波士顿高架铁路

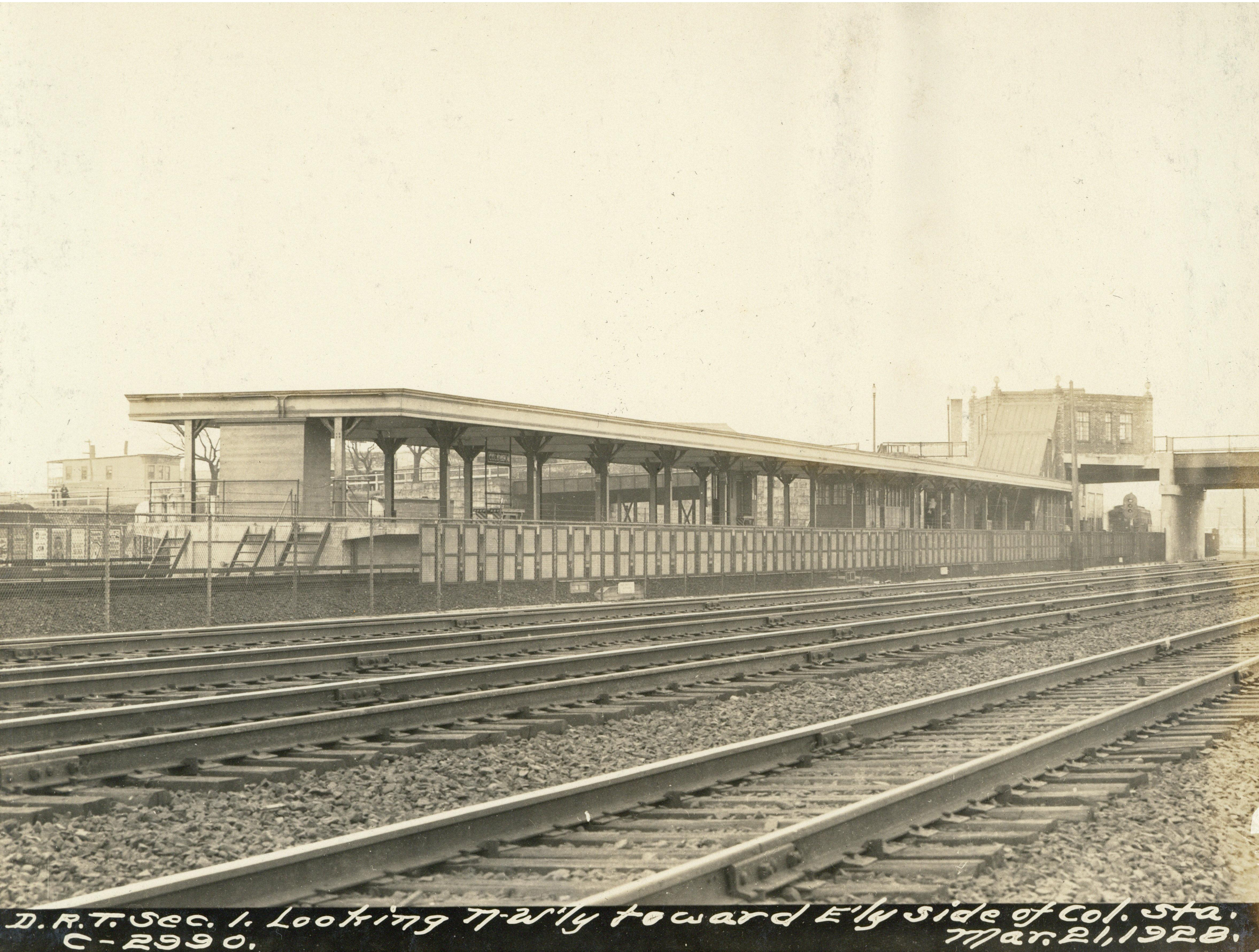
哥伦比亚站（1928年3月）

1845年，往返于波士顿与普利茅斯的旧殖民地铁路正式开通。1868年11月2日，新月大道上设立车站，并以街道名命名。
1926年，纽约、纽黑文和哈特福德铁路公司的肖穆特线停运，并卖给了波士顿高架铁路公司。高架铁路公司在原有铁轨的基础上，为剑桥-多切斯特地铁线修建延长线。新月大道和萨文山火车站改建成快速轨道交通车站。1927年11月5日，哥伦比亚站、萨文山站和菲尔兹角站开放，这些车站站台具有可延展性，为未来站台扩建预留了空间。

### 马萨诸塞湾交通局时期

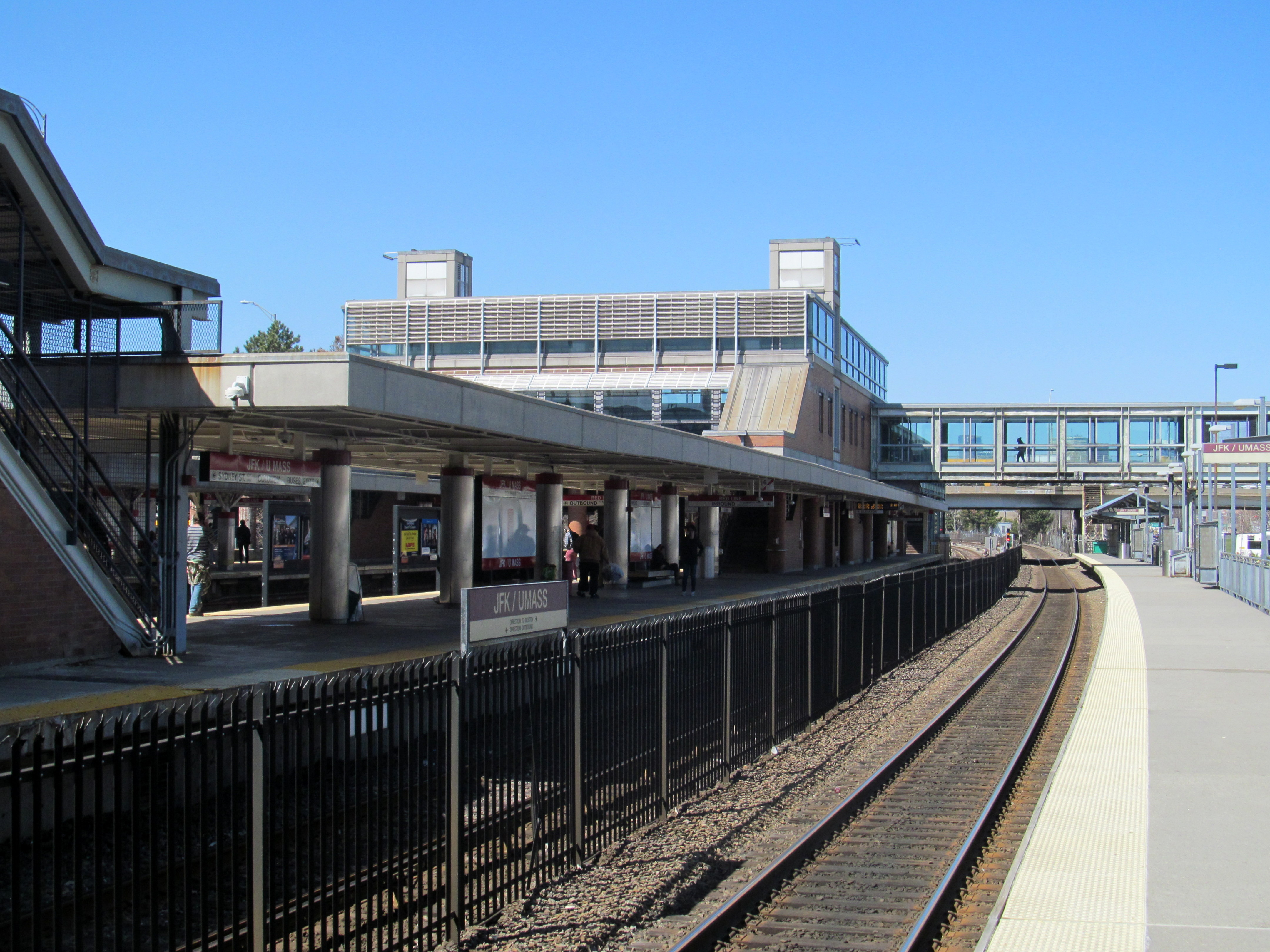
左侧为布伦特里支线站台，1988年启用，右侧为通勤铁路站台，2001年启用

早先的旧殖民地线客运服务于1959年结束运营，但是通往阿什蒙特的地铁一直未间断。1965年8月26日，剑桥-多切斯特线更名，成为波士顿地铁红线。1971年，红线开通布伦特里支线，当时的布伦特里支线不在哥伦比亚站停靠。
1982年12月1日车站更名，以附近的麻州大學波士頓分校和肯尼迪总统图书馆暨博物馆作为标志，命名为肯尼迪博物馆/马萨诸塞大学站（JFK/UMass），车站站牌副标题为哥伦比亚站。1988年12月4日，车站重建，为布伦特里支线增加一座站台。工程花费1350万美元。

1997年9月，马萨诸塞湾交通局恢复了开往米德尔伯勒/莱克维尔和普利茅斯/金斯敦的通勤铁路客运服务，2001年4月30日，车站的通勤铁路站台开放。 2007年开始格林布什线恢复，列车在高峰期停靠在车站。当时，由于车站站台为单轨道，并不是所有通勤铁路列车在工作日期间在此站停靠，而在周末时刻表相对固定时，所有列车都会停靠。2012年1月，马萨诸塞湾交通局提出想要恢复第二条轨道，以便所有列车停靠。
肯尼迪博物馆/马萨诸塞大学站是城市环项目规划中的一个车站。城市环项目是马萨诸塞湾交通局提议的一个巴士快速交通系统（BRT），旨在将现有辐状地铁线连在一起，减小市中心车站的换乘压力。最近的规划中，肯尼迪博物馆站将为快捷公交提供换乘。然而由于资金短缺，城市环项目被搁置。
2012年至2013年期间，为应对周边日益严峻的犯罪问题，车站在原有12个摄像头的基础上，又增加了50多个监控摄像头，增强车站安全。

## 公交换乘
马萨诸塞湾交通局公交系统的8、16、41路公交车设有肯尼迪博物馆/马萨诸塞大学站。由于车站靠近学院及博物馆，麻州大學波士頓分校、肯尼迪总统图书馆暨博物馆、爱德华·摩尔·肯尼迪美国参议院学院和马萨诸塞州档案馆均有私营摆渡车可以方便前往目的地。

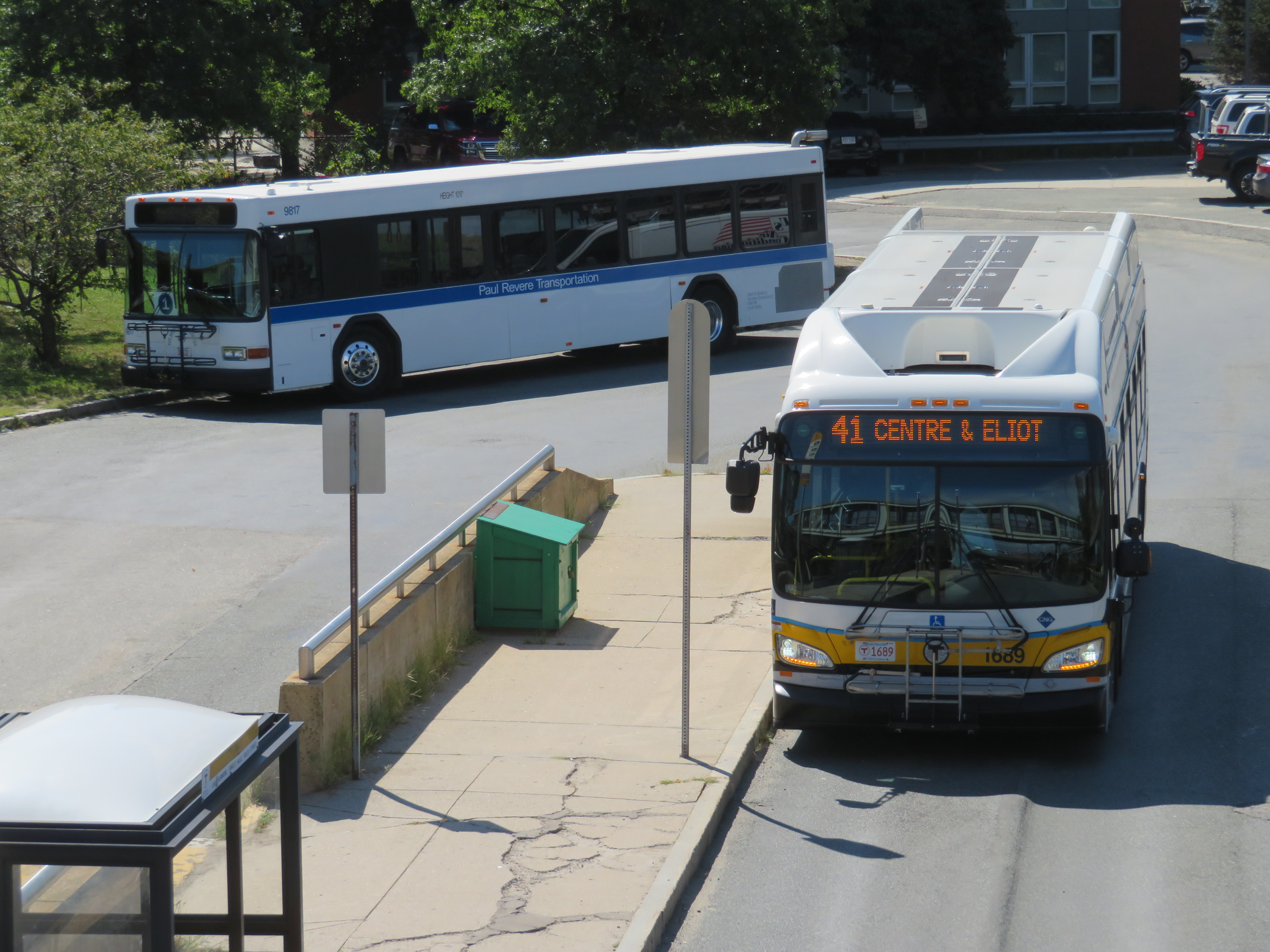
公交车停靠在车站（2018）

在遇到线路故障及轨道施工等情况时，红线客运服务被打断，这时候肯尼迪博物馆/马萨诸塞大学站通常被用作临时终点站。

## 车站结构
| G      | 地面                            | 出入口                                         |
| M      | 夹层                            | 售票大厅及走廊                                 |
| 站台层 | 側式月台，左/右侧开门           | 側式月台，左/右侧开门                          |
| 站台层 | 通勤铁路站台                    | 格林布什线 及 旧殖民地线 · 海角快线 不在此停靠 |
| 站台层 | 北行                            | 往灰西鲱 （安德鲁）                            |
| 站台层 | 布伦特里支线 島式月台，左侧开门 |                                                |
| 站台层 | 南行                            | 往布伦特里 （北昆西）                          |
| 站台层 | 北行                            | 往灰西鲱 （安德鲁）                            |
| 站台层 | 阿什蒙特支线 島式月台，左侧开门 |                                                |
| 站台层 | 南行                            | 往阿什蒙特 （萨文山）                          |

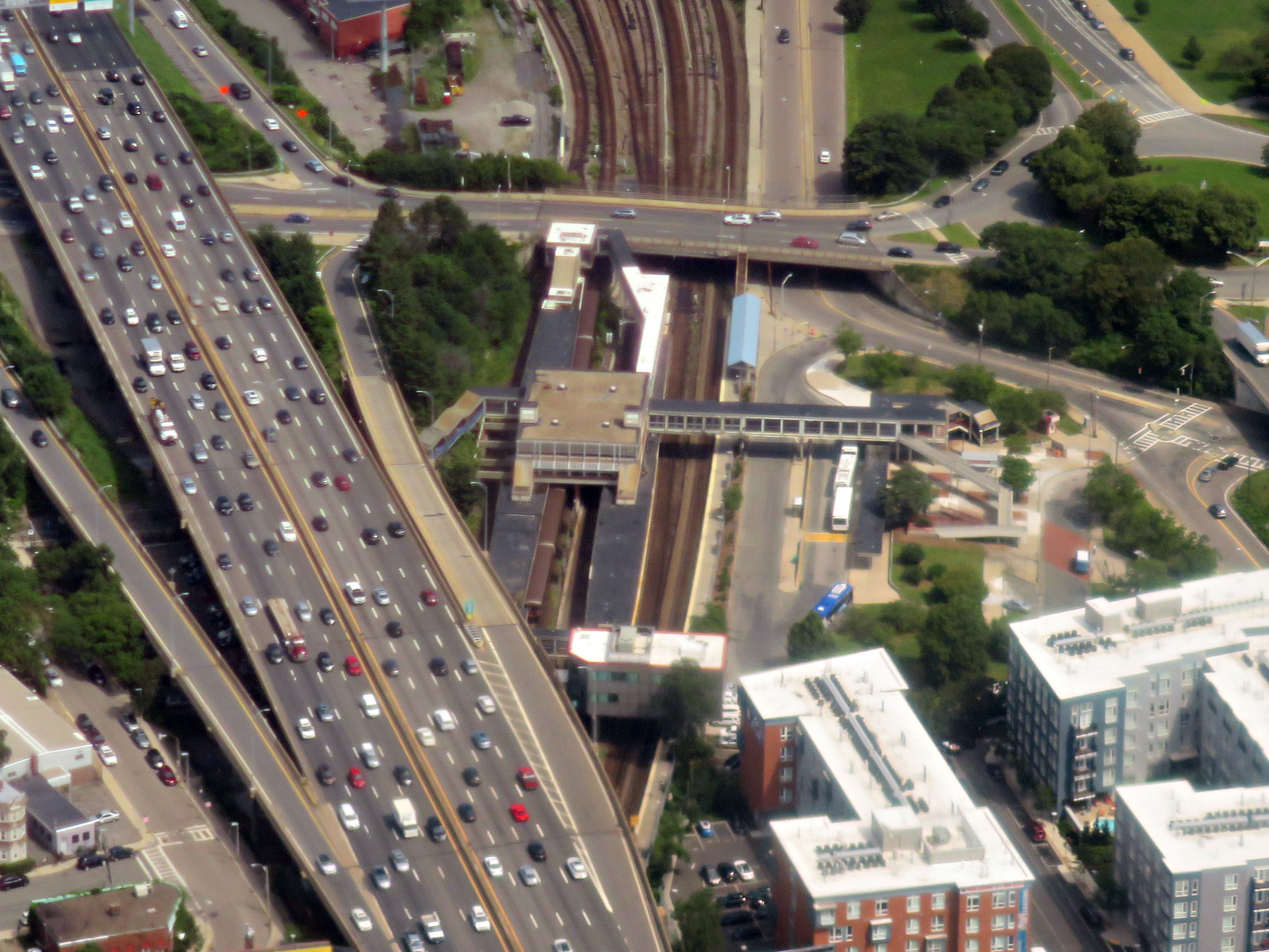
车站的鸟瞰图

肯尼迪博物馆/马萨诸塞大学站共有两座岛式站台，地铁红线的两条支线使用不同的岛式站台。阿什蒙特支线于布伦特里支线轨道在车站北部汇合。由于早先布伦特里支线列车跳过此站，不在此停车，因此其轨道与阿什蒙特支线分开。后来，马萨诸塞湾交通局决定让布伦特里线也在此站停靠后，为它加了一座岛式站台。车站夹层检票大厅标有显示屏，告知乘客下一班入城方向列车停靠的站台，乘客不必猜下一班车会在哪个站台出现。
与这个车站类似的是肯莫尔站，车站不同轨道用作绿线不同支线使用，但其所有入城方向的列车全部停靠在同一个岛式站台，出城方向列车亦然。后湾站不同岛式站台也为不同线路使用。
2012年1月，麻州中央交通规划局公布一份扩宽93號州際公路的概念设计，其中肯尼迪博物馆/马萨诸塞大学站需要整体搬迁。搬迁后的红线轨道将合并成两股，站台合并为一座岛式站台，与安德鲁站类似。交汇轨道将会被精简并搬至车站南部。通勤铁路也将拥有第二条轨道，可供更多列车停靠。